# Grande Sinagoga di Budapest
La Grande Sinagoga (in ungherese Nagy zsinagóga) è il principale luogo di culto ebraico di Budapest,  nel quartiere ebraico della città (nella settima circoscrizione Erzsébetváros).

## Storia
Tra il 1854 e il 1859, venne costruita, nella città di Pest, una grande sinagoga per gli ebrei riformati. La costruzione è opera di Ludwig Förster, già autore del fortunato progetto del viennese Leopoldstädter Tempel. La sinagoga venne inaugurata il 6 settembre 1859. Nel 1860, per interessamento del giornalista, fondatore del sionismo, Theodor Herzl, fu aperto un museo adiacente, dedicato alla comunità ebraica di Budapest. Nel 1929 il museo venne ristrutturato e, nel 1931, alla sinistra della sinagoga grande, ne venne costruita una più piccola, in ricordo degli ebrei caduti durante la prima guerra mondiale.
Il 3 febbraio 1939 il Partito delle Croci Frecciate lanciò delle bombe a mano che danneggiarono l'edificio,  requisito ed adibito a sede della radio per comunicare con la Germania durante la seconda guerra mondiale. La sinagoga subì ingenti danni anche durante la battaglia di Budapest, il 29 dicembre 1944.
In seguito, durante la Repubblica Popolare d'Ungheria, la sinagoga venne in parte risanata e riaperta al culto. Tra il 1991 e il 1998, è stata oggetto di un importante intervento di restauro, che le ha restituito le caratteristiche originali e ha permesso un totale ripristino delle strutture.

## Descrizione

### Architettura

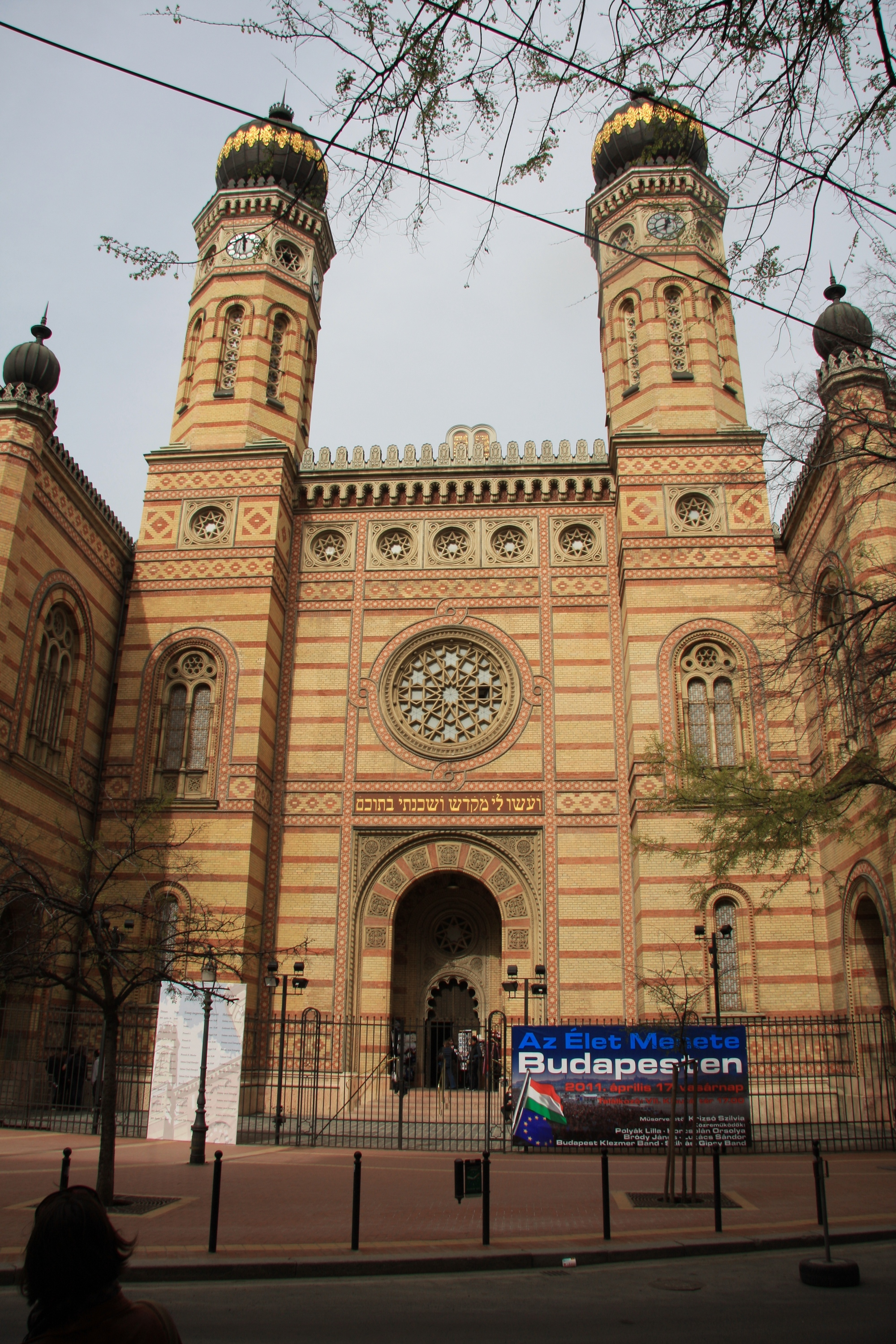
Facciata

La Grande Sinagoga di Budapest è la più grande sinagoga d'Europa e la quarta al mondo: al suo interno vi sono un totale di 2.964 posti a sedere, dei quali 1.492 nelle navate, per gli uomini, e 1.472 sugli Ezrat Nashim, per le donne.
L'edificio misura 75 metri di lunghezza e 27 di larghezza; le due torrette ai lati della facciata sono alte 43 metri ciascuna.
Lo stile architettonico è eclettico, principalmente con elementi moreschi, ma anche con forti richiami all'architettura neobizantina e all'architettura neoromanica, specialmente all'esterno.
La Sinagoga centrale di New York è ispirata alla Grande Sinagoga di Budapest.

### Esterno
All'esterno non è isolata, ma è inserita all'interno di un insieme di edifici che ospitano gli uffici e il museo ebraico. La facciata, con copertura piana, è affiancata da due torrette gemelle, in basso a pianta quadrate e in alto a pianta ottagonale, ognuna delle quali è coperta da una cupola a bulbo. Al centro della facciata, si trova il portale ad arco, sormontato da un rosone circolare. Il paramento murario è in mattoni bicromi, disposti a formare decorazioni geometriche. La facciata posteriore della sinagoga è a capanna, molto semplice, con monofore disposte in due file laterali. Al centro, un rosone e, più in basso, un corpo che sporge dalla facciata, con un portale.
Annesso alla sinagoga si trova il cimitero ebraico e il parco commemorativo dell'Olocausto con il Memoriale delle vittime dell'Olocausto, opera dell'artista ungherese Imre Varga.

### Il Tempio degli Eroi
Alla sinistra della sinagoga grande, ne sorge una più piccola, il Tempio degli Eroi (in ungherese: Hősök Temploma), costruito nel 1931 su progetto di Ferenc Faragó e dedicato agli ebrei caduti durante la prima guerra mondiale.
La struttura è in uno stile più sobrio rispetto a quello della sinagoga grande, caratterizzata da volumi geometrici e dall'assenza di vistose decorazioni. All'esterno, è caratterizzato dalla cupola semisferica, priva di tamburo, sormontato da una stella di David in ferro. All'interno, il Tempio degli Eroi è a pianta quadrata, e può ospitare 250 persone. Viene utilizzato per le funzioni nei giorni feriali e in inverno.

### Interno

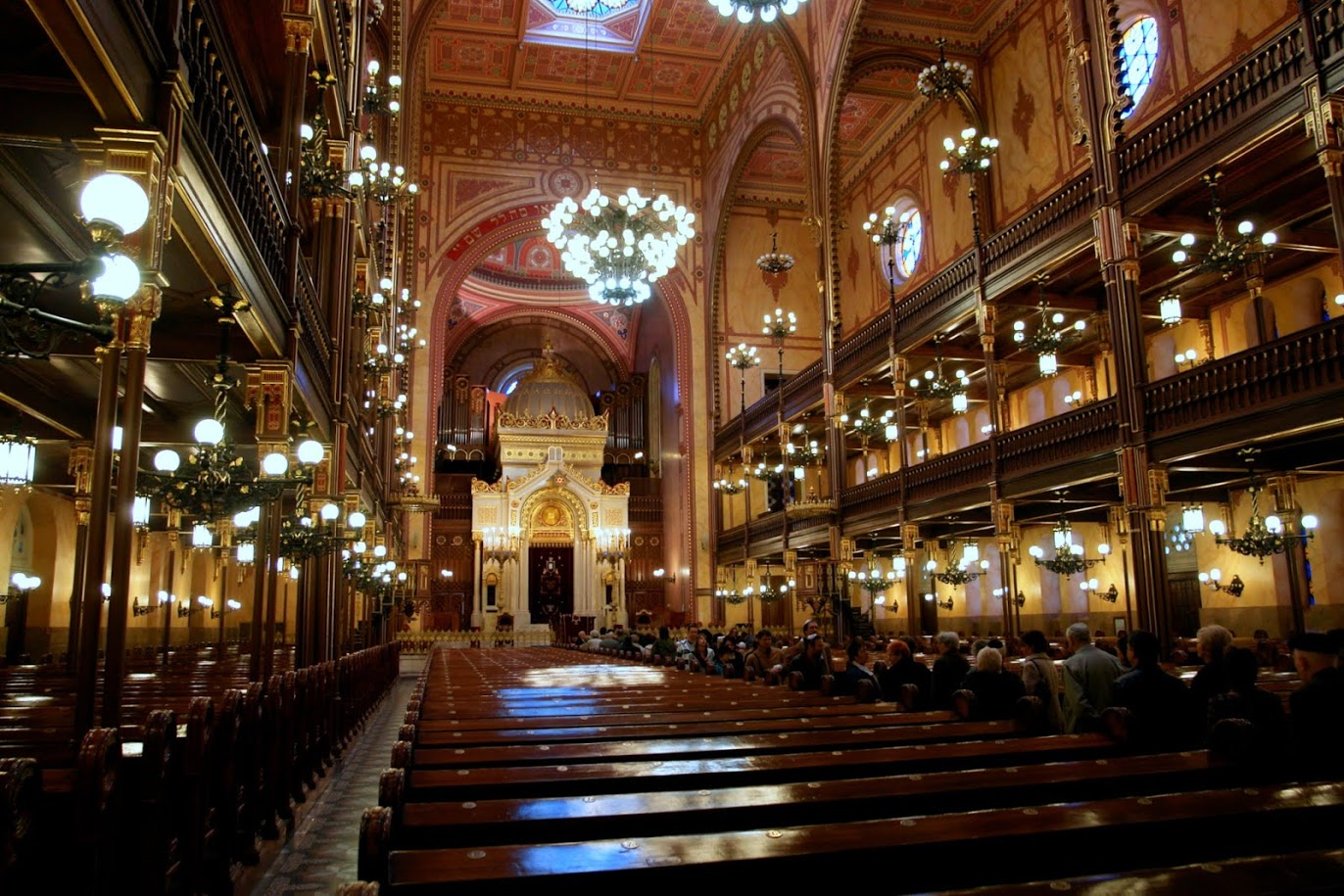
Interno

All'interno, la sinagoga è a tre navate di tre campate ciascuna, separate da archi a tutto sesto poggianti su esili colonne e con copertura piana; le navate laterali sono sormontate da un doppio ordine di matronei, che continua anche in controfacciata, al disopra dell'endonartece. L'illuminazione naturale è garantita da grandi polifore lungo il secondo ordine del matroneo e da lucernari quadrati posti al centro del soffitto di ciascuna delle campate della navata centrale.
In fondo alla navata centrale, con pianta quadrata e coperta da cupola, vi è l'abside; al suo interno vi è il santuario, rialzato di 15 gradini rispetto al resto della chiesa. Delimitato da una balaustra, esso ospita il doppio leggio ligneo e l'Aron Ha Kodesh, di carattere monumentale. Completamente rivestito in marmo e decorato con dorature, è coperto con una cupola e, sulla parte anteriore, presenta un protiro sorretto da due colonne; la porta lignea, a doppio battente, chiude l'ambiente interno, ove sono custoditi i rotoli della Torah.
La ricca decorazione pittorica geometrica delle pareti e del soffitto della sinagoga è stata progettata da Feszl Frigyes.

### Organo a canne
Sull'ampia cantoria dell'abside, alle spalle dell'Aron Ha Kodesh, vi è l'organo a canne Jehmlich Orgelbau Dresden GmbH opus 1121, costruito nel 1996.
Lo strumento ha 62 registri, per un totale di circa 5.000 canne, distribuiti su quattro tastiere e pedaliera, ed ha due consolle: una a finestra, con trasmissione mista, meccanica per le prime tre tastiere e la pedaliera, elettrica per la quarta tastiera e i registri, ed una remota, anch'essa in cantoria, con trasmissione integralmente elettronica.

## Galleria d'immagini

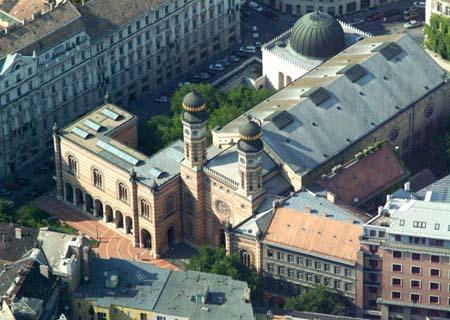
Veduta aerea
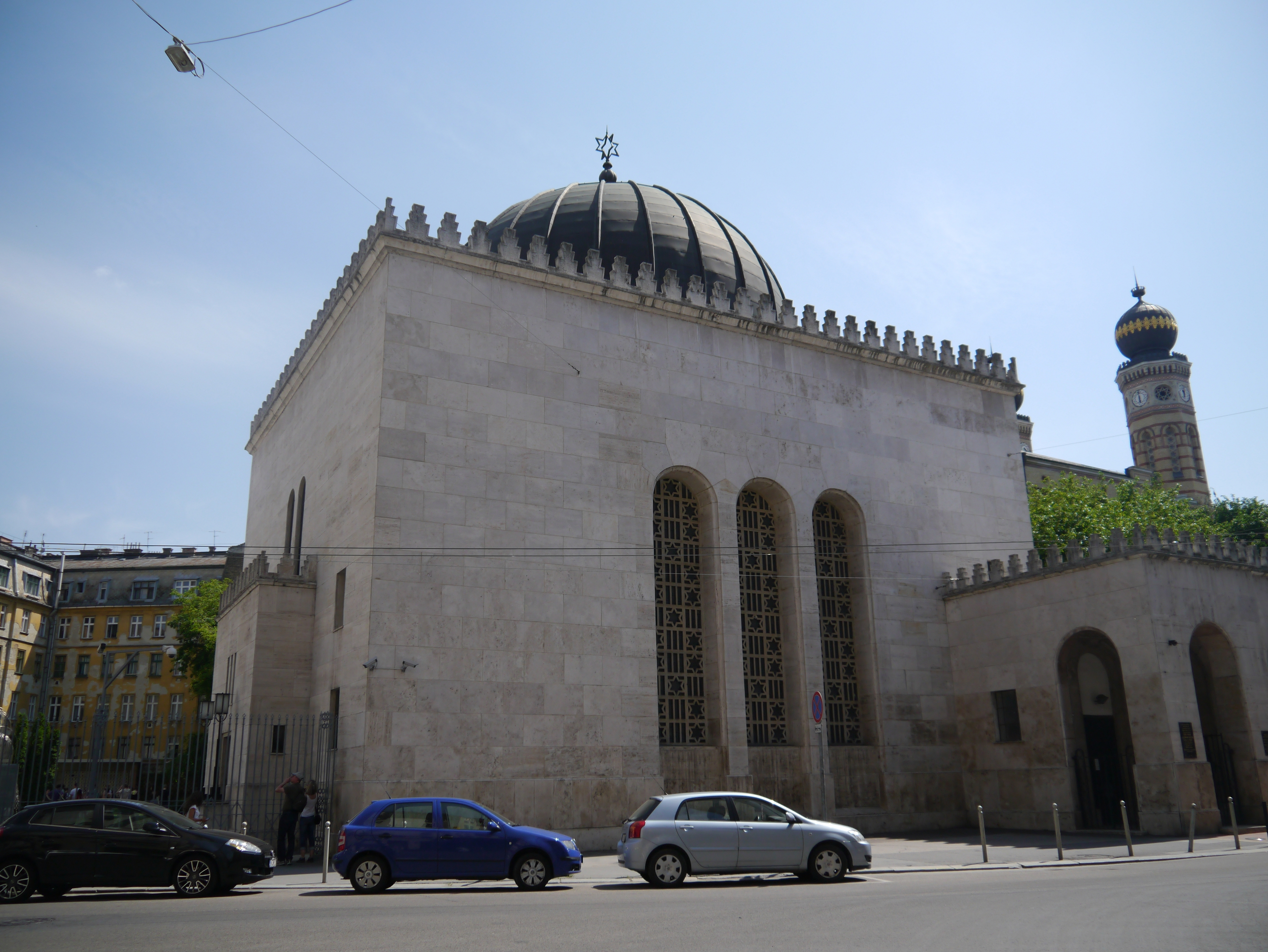
Esterno del Tempio degli Eroi
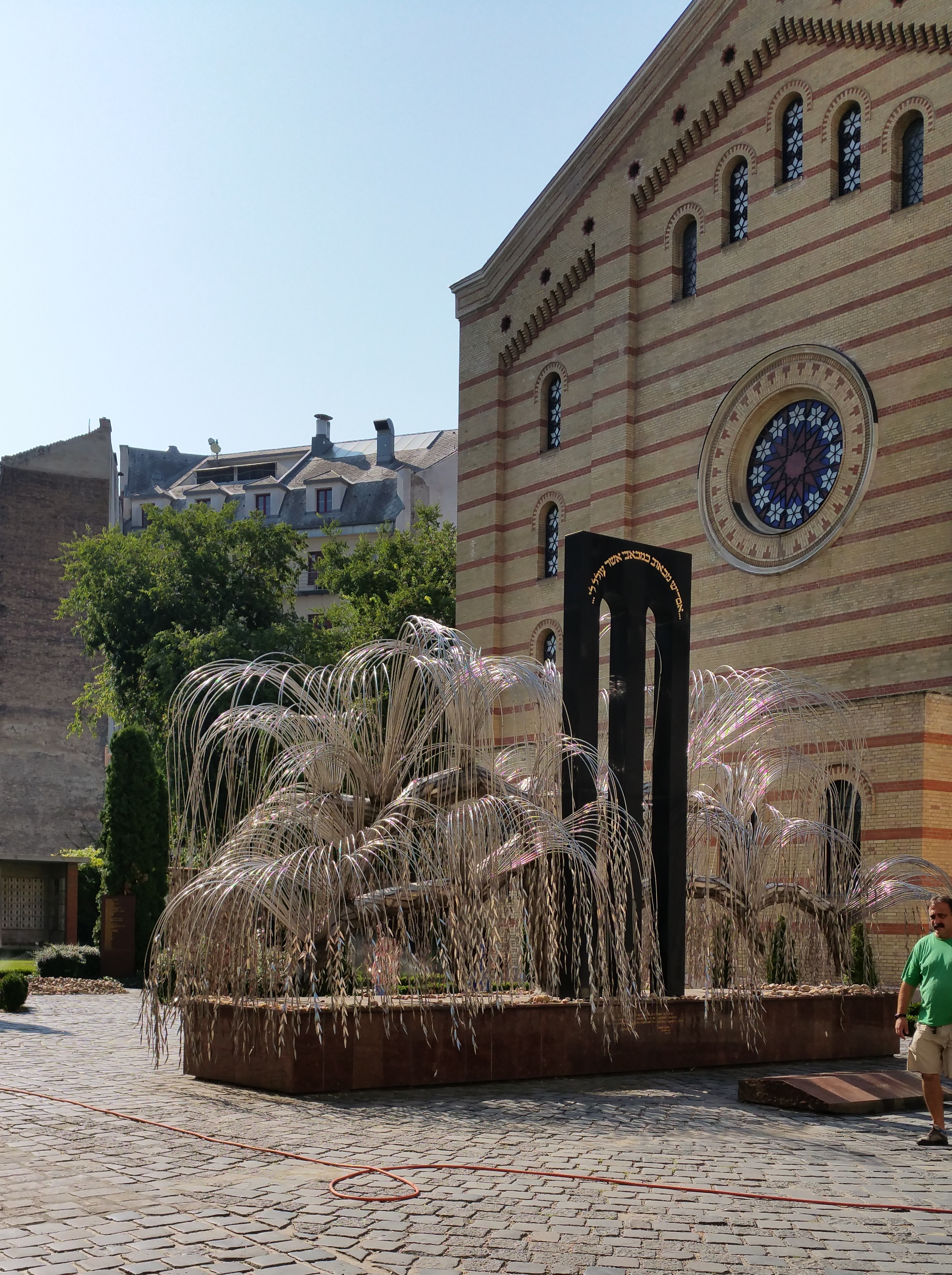
Facciata posteriore con il Parco commemorativo dell'Olocausto
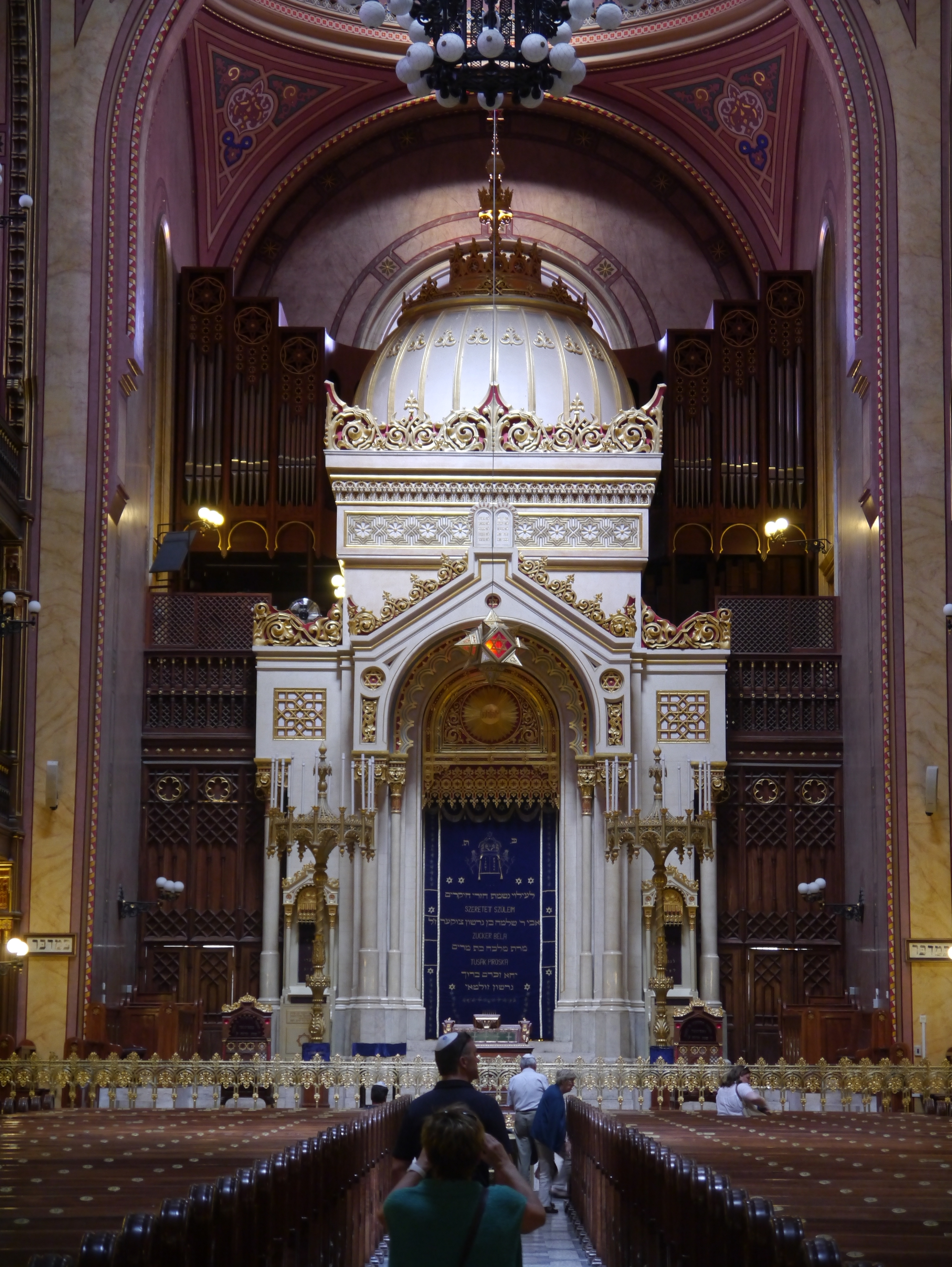
L'Aron Ha Kodesh
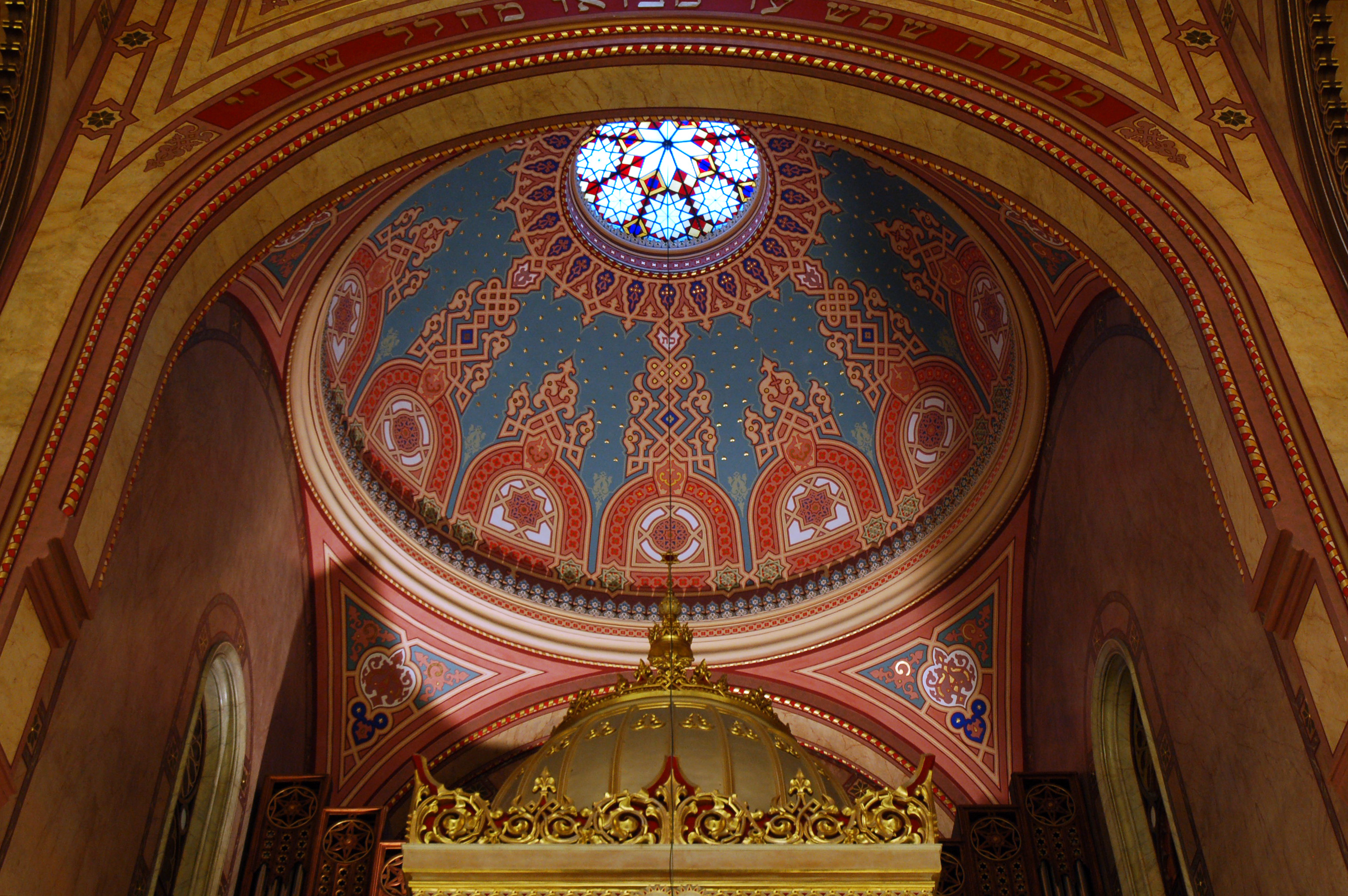
La cupola dell'abside
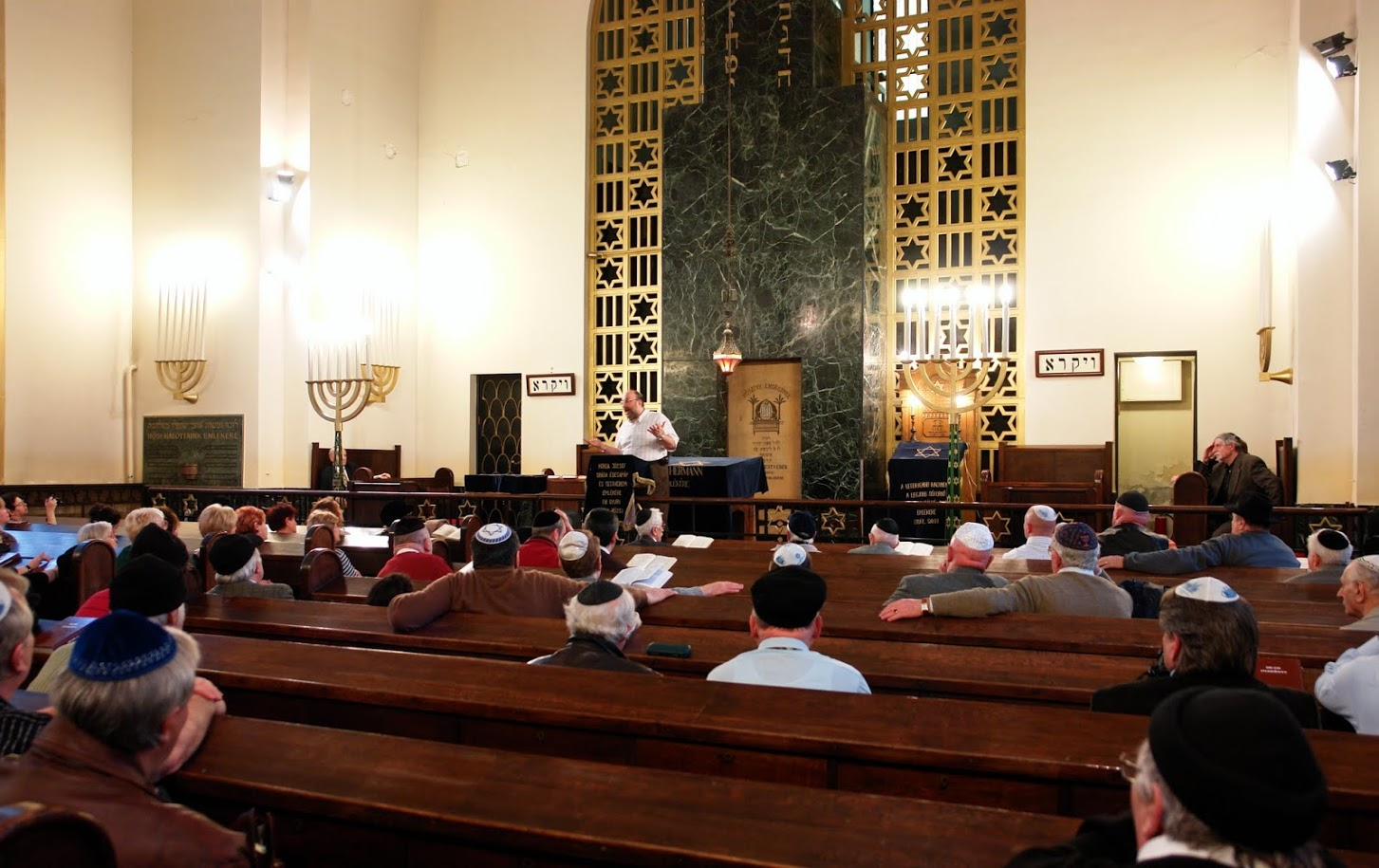
Interno del Tempio degli Eroi